# Сентро Депортіво Мунісіпаль
«Депортіво Мунісіпаль» (ісп. «Club Centro Deportivo Municipal») — перуанський футбольний клуб з Ліми. Заснований 27 липня 1935 року.

## Досягнення
- Чемпіон Перу (4): 1938, 1940, 1943, 1950